# Zentraler Omnibusbahnhof München
Der Zentrale Omnibusbahnhof (ZOB) München ist der größte Busbahnhof in München und einer der größten Deutschlands. Neben seiner Rolle als zentraler Verkehrsknotenpunkt des nationalen und internationalen Fernbusverkehrs dient er als Einkaufszentrum.

## Lage und Beschreibung

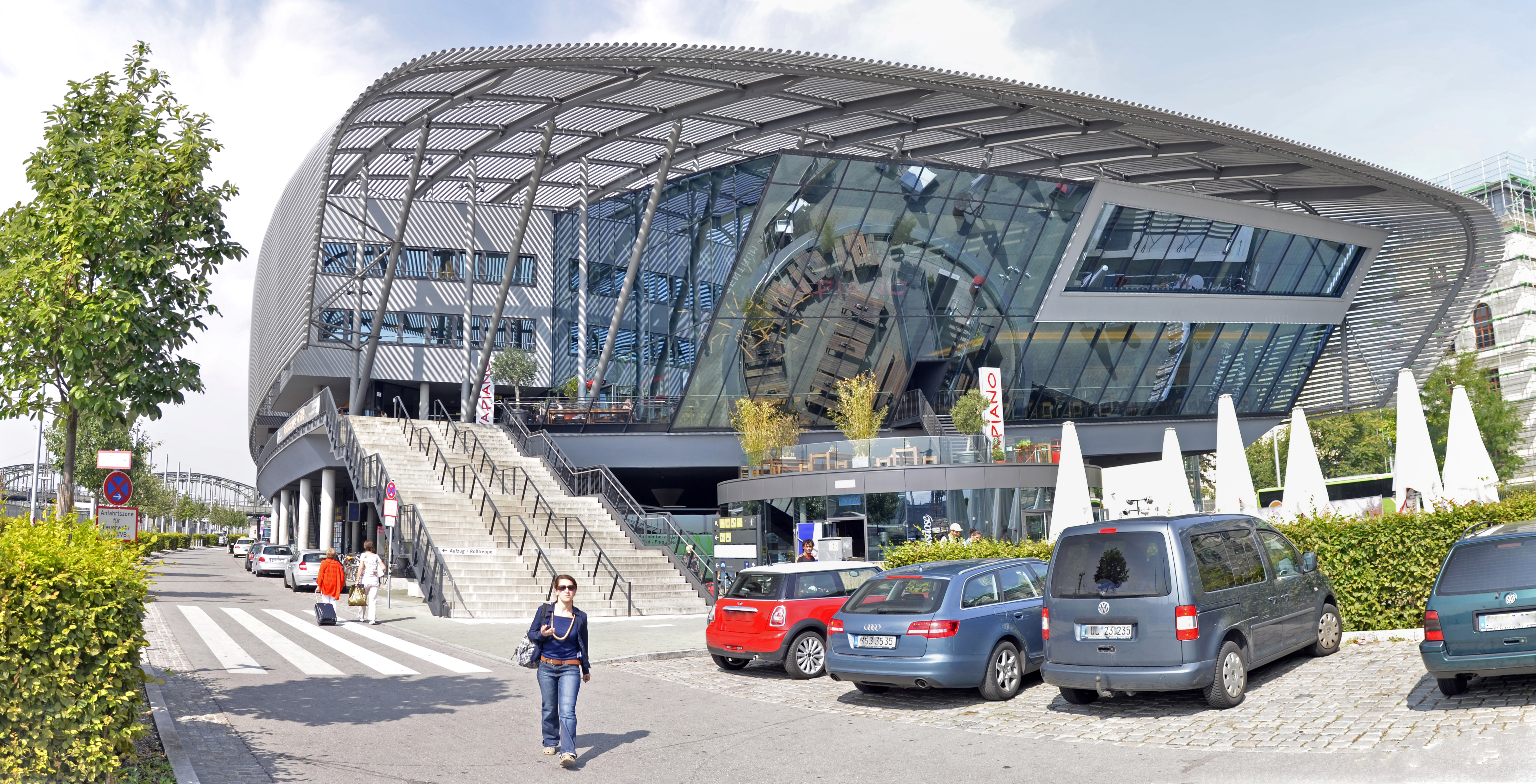
ZOB von Osten

Der Zentrale Omnibusbahnhof wurde am 11. September 2009 eröffnet und befindet sich in unmittelbarer Nähe des S-Bahnhofs Hackerbrücke und unweit des Münchner Hauptbahnhofs. Die direkt nebenan gelegene Hackerbrücke ist über zwei Brückenstege mit dem Gebäude des Busbahnhofs verbunden. In direkter Nachbarschaft liegt der Arnulfpark, ein in den 2000er Jahren auf dem Gelände des ehemaligen Containerbahnhofs errichtetes Stadtquartier mit Wohn- und Bürogebäuden, Kultureinrichtungen und Gastronomie.
Der ZOB wurde als Multifunktions-Immobilie mit einer Grundfläche von rund 25.000 m², sieben Geschossen und unterschiedlichen Nutzungsebenen konzipiert. Der Busbahnhof, der sich unterhalb des Erdgeschosses befindet, ist über die Arnulfstraße zugänglich und verfügt über 29 Halteplätze, an denen nationaler und internationaler Linienbusfernverkehr sowie ein Großteil des Münchner Touristenbusverkehrs abgewickelt werden. Über Rolltreppen oder Aufzüge gelangen Reisende in das erste Obergeschoss, wo sich die Einkaufspassage mit Einzelhandels- und Gastronomieflächen befindet. Mieter des Obergeschosses sind beispielsweise Lidl, dm, McDonald’s, TUI und Vapiano. Auf drei weiteren Obergeschossen und etwa 10.300 m² Fläche finden sich Büroräumlichkeiten, ferner ein Parkdeck sowie im Untergeschoss eine Diskothek.

## Architektur
Nach einer öffentlichen Ausschreibung der Stadt München im Jahre 2002 wurde der Auftrag für den Entwurf an das Architekturbüro Auer+Weber+Assoziierte übergeben. Die futuristische Außenfassade ist der Form eines ICE-Triebkopfs nachempfunden, die zu einer damals diskutierten Neugestaltung des Münchner Hauptbahnhofes passen sollte. Für das in Deutschland einzigartige Aluminium-Röhren-Design wurden fast 31 km Röhren verbaut.

## Betrieb des Busbahnhofs

### Eigentümer
2014 wurde der ZOB von der Münchner Wealth Management Capital Holding erworben, vorheriger Besitzer war der Projektentwickler Hochtief. Betrieben wird der Busbahnhof vom Bayerischen Roten Kreuz.

### Nutzer
Der Busbahnhof wird hauptsächlich durch zahlreiche Fernbusanbieter, aber auch Reiseveranstalter genutzt. So fahren Busse von Unternehmen wie FlixBus, die nationale und internationale Verbindungen anbieten, den ZOB regelmäßig an. Busse des Stadtverkehrs sind davon ausgenommen, da die öffentliche Anbindung über die S-Bahn und die Straßenbahn München erfolgt.

### Gebühren
Busse, die den ZOB anfahren, zahlten zur Eröffnung 6,00 Euro für eine halbe sowie 11,00 Euro für eine ganze Stunde Aufenthalt. 2018 lagen die Preise bei 8,00 bzw. 11,00 Euro. Darüber hinaus gibt es weitere Preisstaffelungen bis 56,00 Euro für die maximal zulässige Parkdauer von 24 Stunden.

## Kritik
Die über den Haltestellen befindlichen Räumlichkeiten standen aufgrund ihrer zunächst mangelnden Attraktivität für Mieter einige Jahre in der Kritik. Zur Eröffnung des Busbahnhofs konnten lediglich sechs der 17 Mietflächen vermietet werden. Aufgrund der geringen Kundenfrequenz von nur 1.500 Personen pro Tag gegenüber den geplanten 8.000 bis 10.000 kürzten 2011 mehrere Mieter ihre Zahlungen an den Projektentwickler Hochtief, woraufhin Hochtief Klage einreichte. Das Landgericht München I entschied 2013 in einem ersten Fall zugunsten eines Mieters.
Durch die Deregulierung des Fernbusmarkts in Deutschland stellte sich ab Anfang 2013 eine deutliche Besserung der Nutzung des ZOB ein. So steigerten sich die durchschnittlichen An- und Abfahrten von 80 Bussen pro Tag 2010 auf 135 pro Tag 2013. Zur Eröffnung des Busbahnhofs war mit 42.000 Bussen pro Jahr, also durchschnittlich 115 Bussen pro Tag, gerechnet worden.